# توموکی کیکویا
توموکی کیکویا (انگلیسی: Tomoki Kikuya؛ زادهٔ ۲۱ فوریهٔ ۱۹۶۸) موسیقی‌دان اهل ژاپن است. وی از سال ۲۰۰۵ میلادی تاکنون مشغول فعالیت بوده‌است.